# Marco Sabiu
Marco Sabiu est un compositeur et producteur anglais d'origine italienne, Sabiu a produit Take That, Kylie Minogue, Dubstar, Moby, mais aussi Tanita Tikaram et surtout Perry Blake dont on retrouve tout son savoir-faire d'arrangeur élégant dans son album "California".
Il a également dirigé la première prestation du groupe Rockin' 1000.

## Carrière
Né dans le village de Forlì en Émilie-Romagne, Sabiu commence à jouer du piano à l'âge de neuf ans, et à l'âge de quatorze ans il rejoint le Conservatoire de Pesaro. En 1991, il déménage à Londres et commence à collaborer en tant que producteur avec Charlie Rapino. Avec lui, il travaille avec des artistes pop tels que Take That, Kylie Minogue et Lydia Canaan. En 1998, Sabiu travaille en solo avec des artistes comme Tanita Tikaram, Perry Blake, Françoise Hardy, Filippa Giordano, Luciano Pavarotti, Ennio Morricone et d'autres. En 2001, il revient en Italie où il construit son propre studio d'enregistrement et travaille à la composition de bandes-sons.
En 2010, il compose le premier album de l'acteur Christopher Lee, intitulé Charlemagne: By the Sword and the Cross, qui deviendra une comédie musicale à part entière en 2013. En 2008 et 2009, il dirige et orchestre les spectacles Notti In Arena de la rockstar italienne Luciano Ligabue. En février 2011, Sabiu sort son premier album solo, Sabiu No.7. En février 2012, Sabiu publie un nouvel album solo, intitulé Audio Ergo Sum, et mettant en vedette l'ancien chanteur du groupe Yes, Jon Anderson. En mai 2012, il fonde l'Orchestre Marco Sabiu.
En juin 2015, il dirige les 1000 participants du groupe Rockin' 1000 lors de la reprise de la chanson des Foo Fighters, Learn to Fly.